# Menachem Savidor

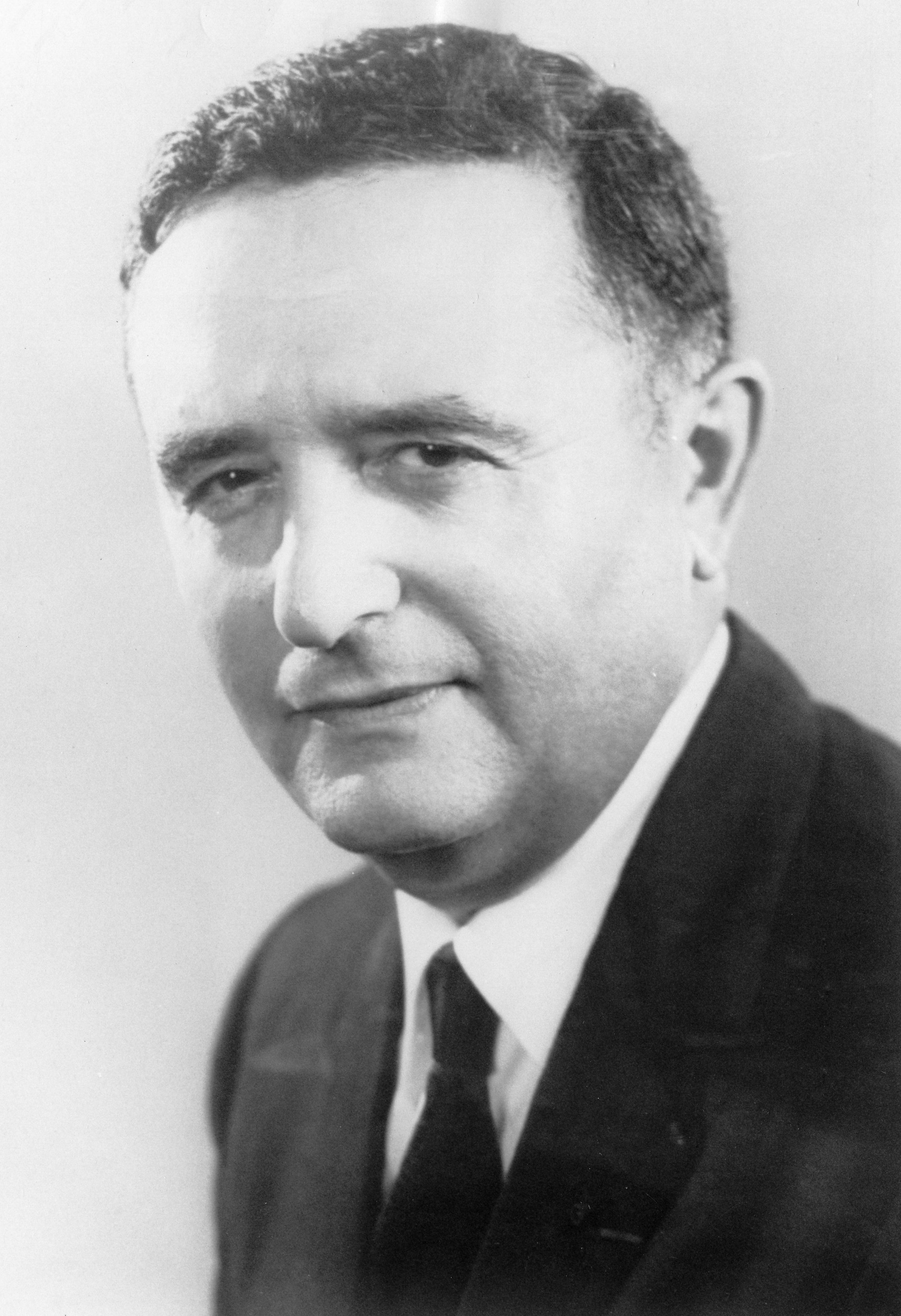
Menachem Savidor

Menachem Savidor (* 20. August 1917 in Bachmut, Ukraine; † 2. November 1988 in Tel Aviv) war ein israelischer Politiker, der zeitweise auch Präsident der Knesset war.

## Leben

### Offizier der Britisch Army und der IDF und Manager
Nachdem er mit seiner Familie 1922 nach Białystok verzog, besuchte er zunächst die Schule in Polen und studierte dann an der Universität Vilnius. Nach einem Aufenthalt in Japan 1941 trat er als Soldat in die British Army ein und diente in dieser während des Zweiten Weltkrieges, ehe er 1946 aus dem aktiven Militärdienst ausschied. Während dieser Zeit besuchte er sowohl in der British Army als auch in Frankreich und Vereinigten Staaten Kurse und Seminare in den Fächern Management, Logistik und Wirtschaft.
Nach der Gründung des Staates Israel am 14. Mai 1948 wurde in die am 31. Mai 1948 gegründeten Israelischen Streitkräfte übernommen und diente dort zunächst als Gründer und erster Kommandeur der Militärschule für Organisation und Management. Anschließend war er Chef der Polizei- und Disziplinarabteilung und schied 1953 als Oberstleutnant aus dem aktiven Militärdienst aus.
Im Anschluss wurde Savidor, der 1953 auch Mitglied der Partei der Allgemeinen Zionisten wurde, stellvertretender Direktor im Transportministerium. Danach war er von 1954 bis 1964 Generaldirektor des staatlichen Eisenbahnunternehmens Israel Railways, ehe er bis 1967 Generaldirektor von Vered wurde, einem Tochterunternehmen des Bauunternehmens Rassco. Anschließend war er zwischen 1968 und 1977 Generaldirektor der Citrus Fruit Export Company.
Daneben begann Savidor seine politische Laufbahn und war zwischen 1969 und 1974 Mitglied des Stadtrates von Tel Aviv und dort auch zugleich Vorsitzender der Fraktion der Gahal, die sich 1973 mit der Cherut zur Likud zusammenschloss. 1976 wurde er stellvertretender Vorsitzender des Zentralkomitees der Likud und war zugleich Chef der Denkfabrik der Partei.

### Abgeordneter und Sprecher der Knesset
Am 13. Juni 1977 wurde Savidor erstmals zum Mitglied in die Knesset gewählt und vertrat in dieser bis zum 13. August 1984 die Interessen der Likud. Zwischen Juni 1977 und Juli 1981 war er Vorsitzender der Unterausschüsse für energiebezogene Vorräte, die Vermarktung tierischer Nahrungsmittel, die Benutzung von Sonderzugwaggons sowie gegen die Steuerhinterziehung in der Landwirtschaft. Zuletzt war er vom 20. Juli 1981 bis zum 13. August 1984 als Sprecher der Knesset (Speaker of the Knesset) Parlamentspräsident.
Nach seinem Ausscheiden aus dem Parlament war er zuerst von 1985 bis 1986 Vorsitzender des öffentlichen Komitees zur Sanierung der Wirtschaft und danach 1987 Vorsitzender des Fonds für die Sicherheit von Israel.
Später wurde ihm zu Ehren der Hauptbahnhof von Tel Aviv in Bahnhof Tel Aviv Savidor Merkaz umbenannt.